# Pseudophasma
Pseudophasma is een geslacht van Phasmatodea uit de familie Pseudophasmatidae. De wetenschappelijke naam van dit geslacht is voor het eerst geldig gepubliceerd in 1896 door William Forsell Kirby.

## Soorten
Het geslacht Pseudophasma omvat de volgende soorten:
- Pseudophasma acanthonotus (Redtenbacher, 1906)
- Pseudophasma amazonicum Conle, Hennemann & Gutiérrez, 2011
- Pseudophasma andreaszomproi (Zompro, 2004)
- Pseudophasma annulipes (Redtenbacher, 1906)
- Pseudophasma armatum (Gray, 1835)
- Pseudophasma bequaerti Rehn, 1937
- Pseudophasma bispinosum (Redtenbacher, 1906)
- Pseudophasma blanchardi (Westwood, 1859)
- Pseudophasma bolivari Giglio-Tos, 1910
- Pseudophasma boliviana (Redtenbacher, 1906)
- Pseudophasma brachypterum (Linnaeus, 1763)
- Pseudophasma cambridgei Kirby, 1904
- Pseudophasma colombianum Conle, Hennemann & Gutiérrez, 2011
- Pseudophasma dentata (Stål, 1875)
- Pseudophasma esmeraldas Hebard, 1924
- Pseudophasma fasciatum (Redtenbacher, 1906)
- Pseudophasma flavicorne (Redtenbacher, 1906)
- Pseudophasma flavidum Hebard, 1933
- Pseudophasma flavipenne (Redtenbacher, 1906)
- Pseudophasma flavipes (Chopard, 1911)
- Pseudophasma fulvum (Redtenbacher, 1906)
- Pseudophasma glaber Conle, Hennemann & Gutiérrez, 2011
- Pseudophasma gracile Conle, Hennemann & Gutiérrez, 2011
- Pseudophasma granulosum (Redtenbacher, 1906)
- Pseudophasma illustre (Redtenbacher, 1906)
- Pseudophasma inca Kirby, 1904
- Pseudophasma lakini Conle & Hennemann, 2012
- Pseudophasma marmoratum (Redtenbacher, 1906)
- Pseudophasma menius (Westwood, 1859)
- Pseudophasma micropterum Conle, Hennemann & Gutiérrez, 2011
- Pseudophasma missionum Piza, 1981
- Pseudophasma nigrovittatum (Piza, 1939)
- Pseudophasma perezii (Bolívar, 1881)
- Pseudophasma peruanum (Redtenbacher, 1906)
- Pseudophasma peruvianum Piza, 1977
- Pseudophasma phaeton Rehn, 1904
- Pseudophasma phthisicum (Linnaeus, 1758)
- Pseudophasma putidum (Bates, 1865)
- Pseudophasma quitense (Saussure, 1868)
- Pseudophasma robustum Hebard, 1919
- Pseudophasma rufipes (Redtenbacher, 1906)
- Pseudophasma rugosum (Redtenbacher, 1906)
- Pseudophasma scabriusculum (Redtenbacher, 1906)
- Pseudophasma septemtrionalis Piza, 1977
- Pseudophasma subapterum (Redtenbacher, 1906)
- Pseudophasma surinamense Piza, 1977
- Pseudophasma unicolor (Gray, 1835)
- Pseudophasma urazi (Bolívar, 1896)
- Pseudophasma velutinum (Redtenbacher, 1906)